# Deltapark Neeltje Jans
Delta Park Neeltje Jans est un parc à thème situé sur l'île artificielle Neeltje Jans sur l'Escaut oriental, dans la province de Zélande aux Pays-Bas. Ouvert toute l'année, son sujet est la mer et l'homme. Outre le caractère ludique du Delta Park Neeltje Jans, il joue également un rôle éducatif à l'égard des travaux du Plan Delta et de son ouvrage principal : l'Oosterscheldekering.
En août 2008, le parc a été repris par la société espagnole Aspro-Ocio.

## Attractions
- Zeehondenverblijf : depuis 2004, quatre phoques vivent dans le parc. Tout au long de l'année, le public peut les voir dans un spectacle éducatif.
- Delta Expo : cette exposition montre l'histoire derrière le plan Delta et la construction du barrage anti-tempêtes de l'Escaut oriental. Photographies, maquettes et présentations audio-visuelles illustrent 2 000 ans de lutte contre les méfaits marins.
- Expo 1953 Flood : en 1953, 20 heures de tempête venant du nord-ouest poussa les eaux de la Mer du Nord jusqu'à 4,20 mètres de haut. Cela s'est avéré trop pour les digues de Zélande. C'est alors que près de 200 000 hectares ont été inondés par une eau de mer salée. L'exposition sur l'inondation causée par la mer du Nord en 1953 à Delta-Expo fait revivre l'expérience humaine de la catastrophe.
- Stormvloedkering : la plus grande partie de la Zélande est située au niveau de la mer ou en dessous. En 1953, les digues étaient en mauvais état et trop faibles. À cette époque, le risque d'inondation était une fois tous les quatre-vingts ans. Grâce à la barrière anti-tempête, ce risque a été réduit à moins d'une fois tous les 4 000 ans. Cette construction se visite en intérieur et en extérieur. Elle est faite de béton avec une garantie de 200 ans, de portes en acier de 45 mètres de large qui s'élèvent pour laisser les marées se dérouler et vivre.
- Aquapolis : le plus grand aquarium d'eau salée en Zélande. En plus des présentations interactives, les promeneurs y découvrent le monde sous-marin de l'Escaut oriental : anémones de mer, crevettes, langoustes, raies et autres poissons - tous protégés par le barrage anti-tempêtes perméable.
- Waterspeelplaats : l'aire de jeu aquatique, achevée en 1996, est l'une des attractions les plus cotée. Le terrain de jeu se compose d'une fosse ronde avec un diamètre de quarante mètres, entouré d'une digue. Grâce à des cascades et des rivières, les enfants modifient le débit de l'eau. Le terrain de jeux d'eau a de nombreux attributs, comme une vis d'Archimède, une roue à eau, un orgue aquatique et un tunnel d'eau avec des grottes. La pièce maîtresse et l'emblème de l'aire de jeu est un moulin à vent de huit mètres de haut.
- Max : des milliers d'ossements fossiles d'animaux préhistoriques ont été trouvés dans l'Escaut oriental au cours de la construction du barrage anti-tempêtes. Max est un mammouth d'une hauteur au garrot d'environ 3,25 mètres et une longueur de 5,25 mètres. Il devait avoir environ 55 ans quand il mourut il y a entre 30 000 et 50 000 ans. Max a vécu dans le delta du IJssel-Vecht. Lorsque les glaces ont commencé à fondre, le corps de Max se déposa dans la zone marécageuse de la Meuse dans le Limbourg.
- Mosselexpositie : une exposition consacrée à la fierté de Zeeland, la moule de Zélande. Un programme interactif offre divers renseignements sur les moules : leurs utilisations dans la cuisine, en médecine, l'environnement dans lequel elles vivent et leurs utilisations dans l'industrie de la beauté.
- 3D film : cinéma 3-D plongeant les spectateurs sous l'eau.
- WalvisExpo : ce bâtiment argenté de courant architectural Blob est conçu par les architectes de l'agence NOX de Rotterdam. Plusieurs dauphins sont natifs de la mer du nord et les baleines en sont de fréquents visiteurs. Les promeneurs se cultivent sur ces mammifères marins dans ce pavillon futuriste.
- Rondvaart : depuis mai 2005, le parc est propriétaire de la compagnie maritime den Breejen. En saison, cette compagnie navigue avec les croisières "Christiaan B" sur le parc national de l'Escaut oriental. Ces visites durent une heure et ne sont accessibles que pour les visiteurs du parc. Le navire a une capacité de 600 visiteurs. Des informations sur la nature et ses habitants sont fournies lors des croisières. Pendant la navigation, des mammifères marins sont souvent observés comme des phoques et des marsouins.
- Waterglijbaan : depuis 2003, un toboggan aquatique de 12 mètres de haut se situe près de l'entrée du parc.
- Orkaanmachine : depuis avril 2003, un bâtiment en forme de cocon de 15 mètres de long et 7 mètres de haut abrite un grand ventilateur. En dix secondes, le vent souffle à environ 120 kilomètres par heure. Par groupes d'environ 12 personnes portant des lunettes de sécurité, le public expérimente ce simulateur d'ouragan de fabrication suisse.
- Moby Dick : fin mars 2005 vit l'arrivée de cette attraction de type Rockin' Tug.
- Enfin, une plage de sable, des plaines de jeux, un train touristique et une exposition extérieure complètent l'offre du parc.

## Galerie

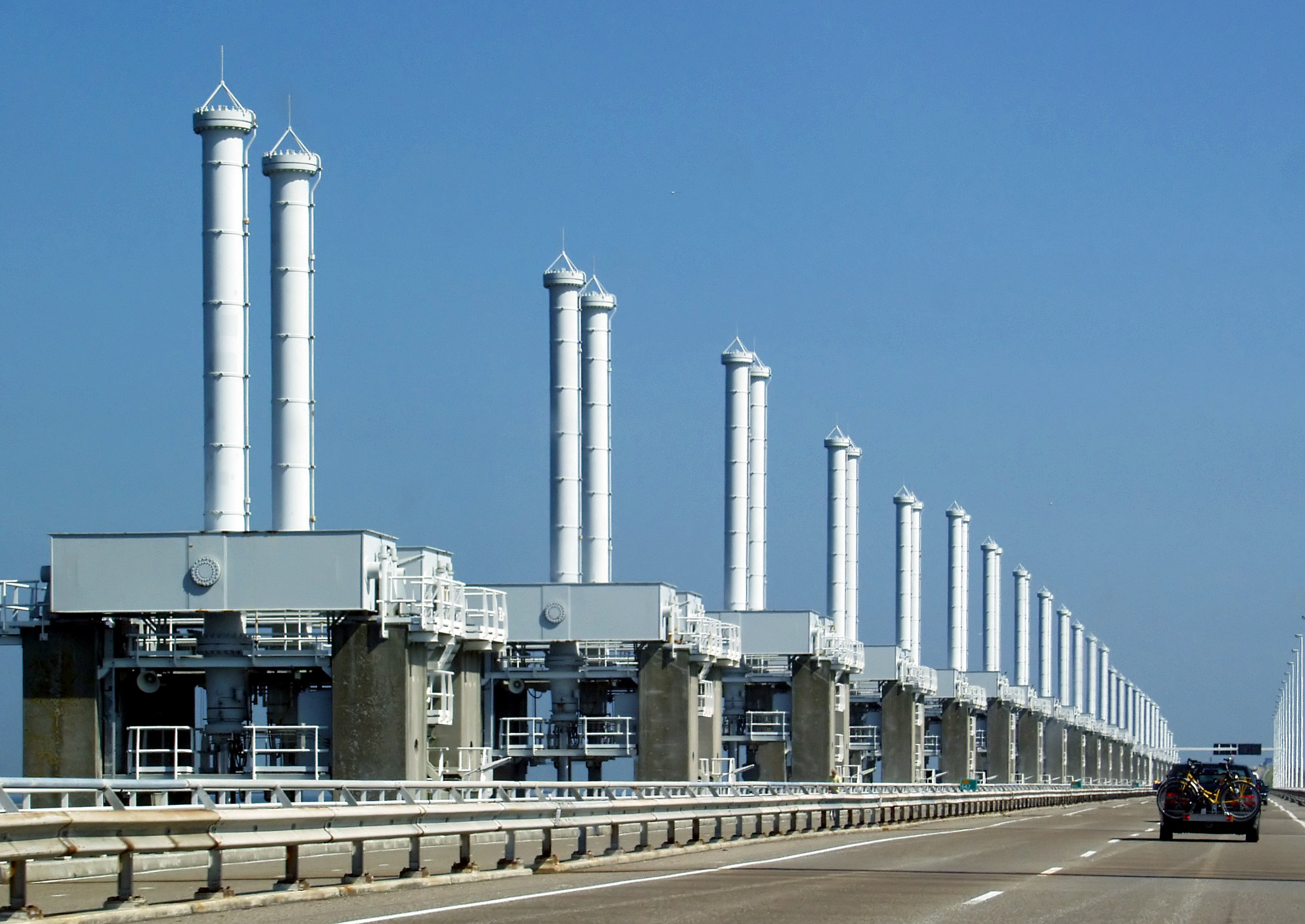
Les glissières du barrage de l'Oosterscheldekering.
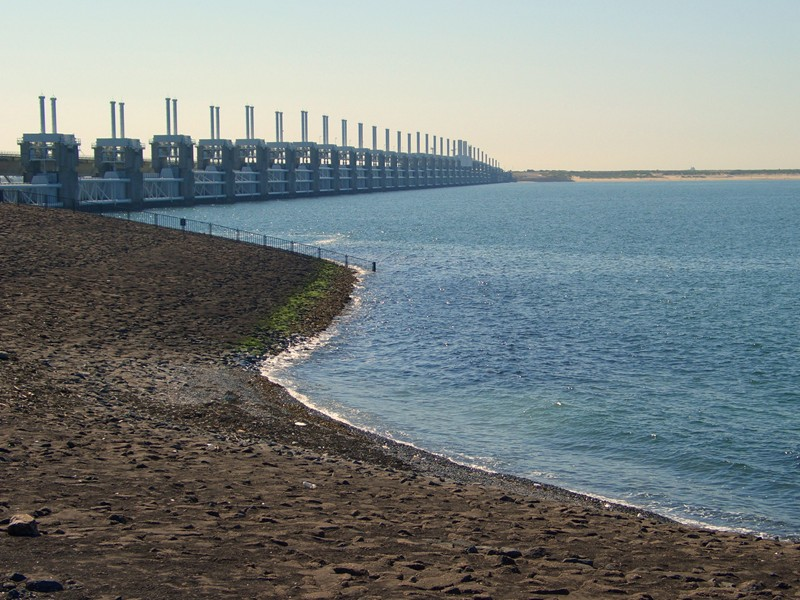
L'île de Neeltje Jans.
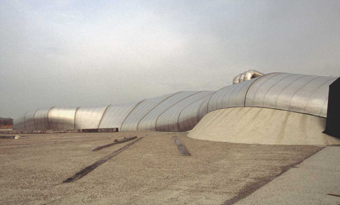
Pavillon de la WalvisExpo.